# Mecapaca
Mecapaca är en ort i Bolivia.   Den ligger i departementet La Paz, i den centrala delen av landet, 400 km nordväst om huvudstaden Sucre. Mecapaca ligger 2 870 meter över havet och antalet invånare är 251.
Terrängen runt Mecapaca är kuperad åt nordost, men åt sydväst är den bergig. Mecapaca ligger nere i en dal. Närmaste större samhälle är Achocalla, 18,4 km nordväst om Mecapaca. 
Omgivningarna runt Mecapaca är i huvudsak ett öppet busklandskap. Runt Mecapaca är det ganska tätbefolkat, med 207 invånare per kvadratkilometer.